# George Martine (médecin)
George Martine (1700-1741) est un médecin écossais, fils de l'historien George Martine (en).

## Biographie
Il a fait ses études à l'université de St Andrews où, à l'occasion de la rébellion jacobite de 1715, il dirige une émeute d'étudiants qui sonnent les cloches du collège le jour de la proclamation du Prétendant Jacques François Stuart. 
Il étudie ensuite la médecine, d'abord à l'université d'Édimbourg (1720), puis à l'université de Leyde (1721) avec Herman Boerhaave, y obtenant son diplôme de médecin en 1725. 
Il retourne ensuite en Écosse et s'établit à St Andrews où il développe une technique de trachéotomie.
En octobre 1740, il accompagne Charles Cathcart (8e Lord Cathcart) (en) comme médecin des forces de l'expédition britannique lors de la guerre de l'oreille de Jenkins. Après la mort de Charles Cathcart (à la Dominique, le 20 décembre 1740), il est attaché comme premier médecin au siège de Carthagène sous l'amiral Vernon. Il y contracte une « fièvre bilieuse » et meurt en 1741.

## Travaux
- (la) George Martine, De Similibus Animalibus et de Animalibus Calore libri duo, Londres, Impensis A. Millar, 1740, 275 p. (lire en ligne).
- (en) George Martine, Essays medical and philosophical, Londres, A. Millar, 1740 (lire en ligne), un recueil de six essais, dont deux, Essays and Observations on the Construction and Graduation of Thermometers et An Essay towards a Natural and Experimental History of the Various Degrees of Heat in Bodies ont été réédités ensemble dans une deuxième édition à Édimbourg, en 1772, et à nouveau en 1792.
- (la) George Martine (publié par le Dr Alexander Monro senior), In Bartholomaei Eustachii tabulas anatomicas Commentaria, Édimbourg, Sands, Murray, Donaldson, 1755, 420 p. (lire en ligne).
- George Martine a également contribué à écrire des articles médicaux publiés dans Edinburgh Medical Essays et dans Philosophical Transactions of the Royal Society[2].